# Askanischer Senioren-Convent

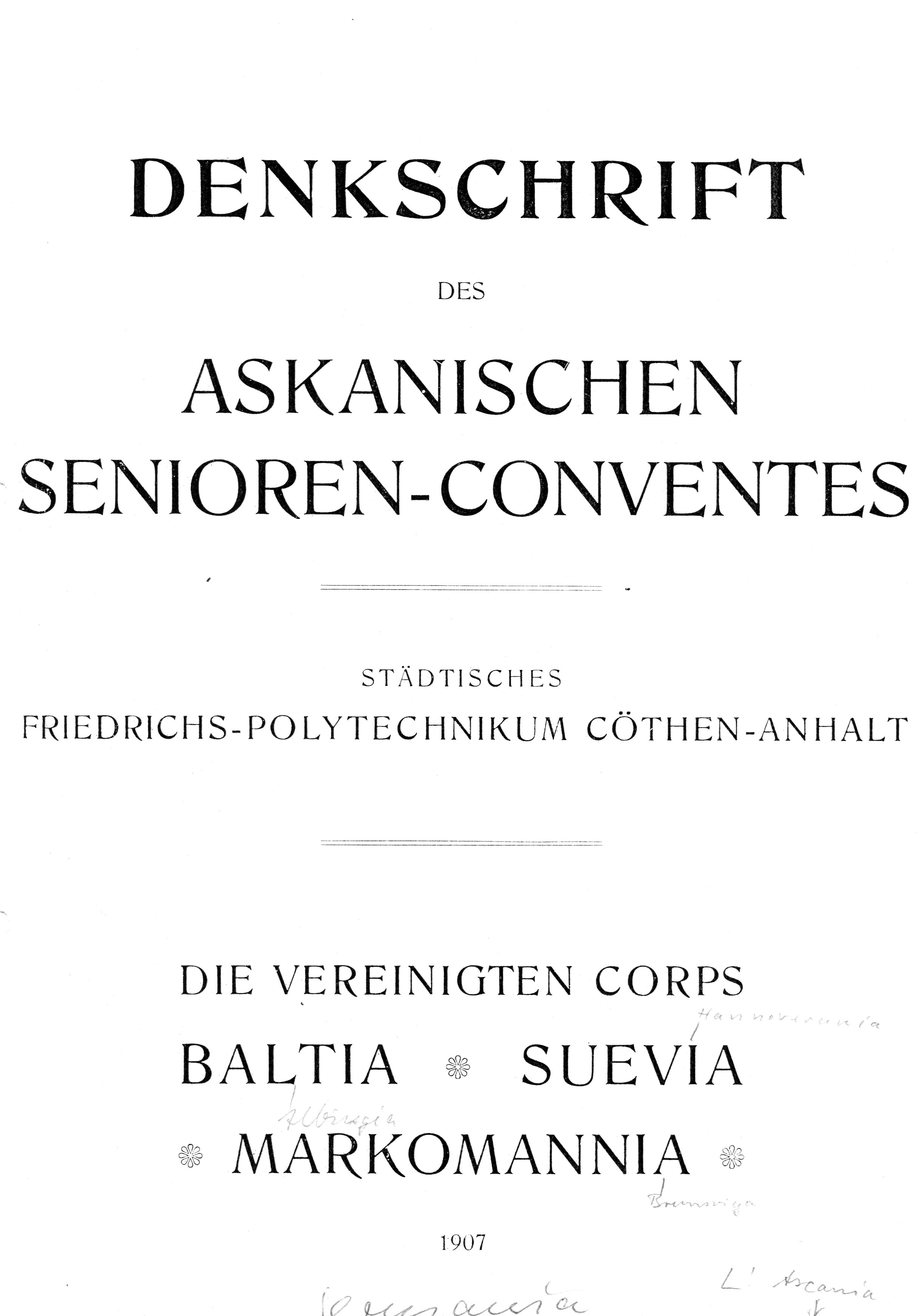
Denkschrift des ASC von 1907

Der Askanische Senioren-Convent (ASC) war ein Zusammenschluss der Corps am Friedrichs-Polytechnikum in Köthen. An der Spitze der Köthener Studentenschaft unterstützte er den (vergeblichen) Kampf des Polytechnikums um seine Aufwertung als Technische Hochschule. Ihrerseits um „akademische“ Anerkennung bemüht, traten die Köthener Corps 1928 dem Rudolstädter Senioren-Convent (RSC) bei. Der darüber entbrannte Streit bescherte dem RSC und 1934 auch dem Weinheimer Senioren-Convent (WSC) schwerste Konflikte. Im WSC wurden sie erst in den 1950er Jahren beigelegt.

## Hintergrund

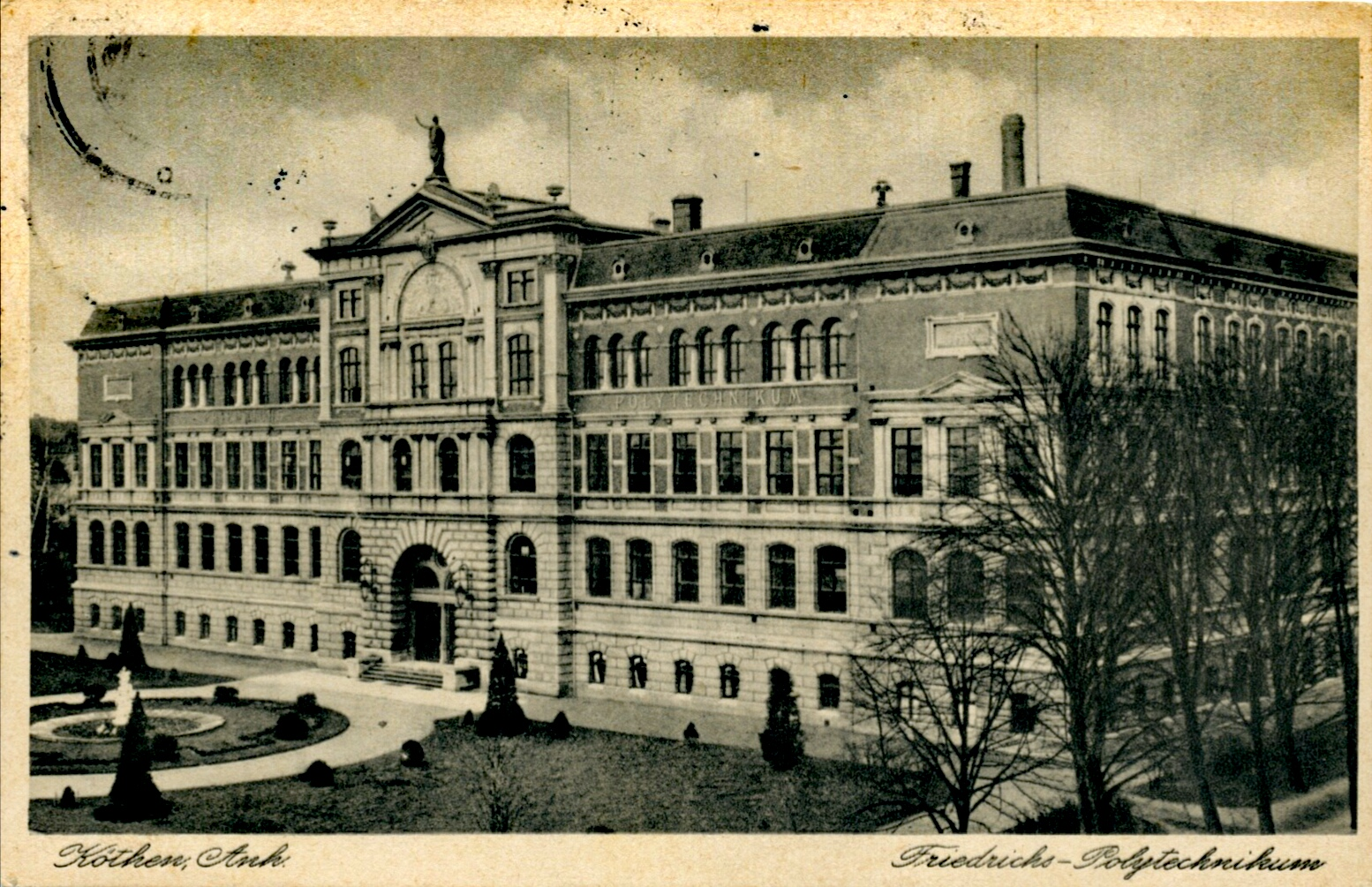
Polytechnikum Cöthen

Als in Cöthen 1891 die private technische Lehranstalt gegründet worden war, entstand ein buntes, überwiegend waffenstudentisches Verbindungsleben. Auch der Verband der Vereine Deutscher Studenten und katholische Korporationen waren vertreten. Die Landsmannschaften Suevia und Baltia bildeten im Wintersemester 1897/98 den Convent vereinigter Landsmannschaften, der sich 1899 als Cöthener Landsmannschafter Convent umbenannte. Als die Lehranstalt 1905 zum Polytechnikum geworden war, wollten sich die CLC-Landsmannschaften einem größeren Korporationsverband anschließen. Als Voraussetzung dafür sahen sie die Umwandlung zu Corps; denn der Coburger Landsmannschafts-Convent war ausschließlich an Universitäten vertreten. Hingegen würden sie als polytechnische Korporationen die Aufnahmebedingungen für Corps an Technischen Hochschulen erfüllen können.

## Gründung des ASC

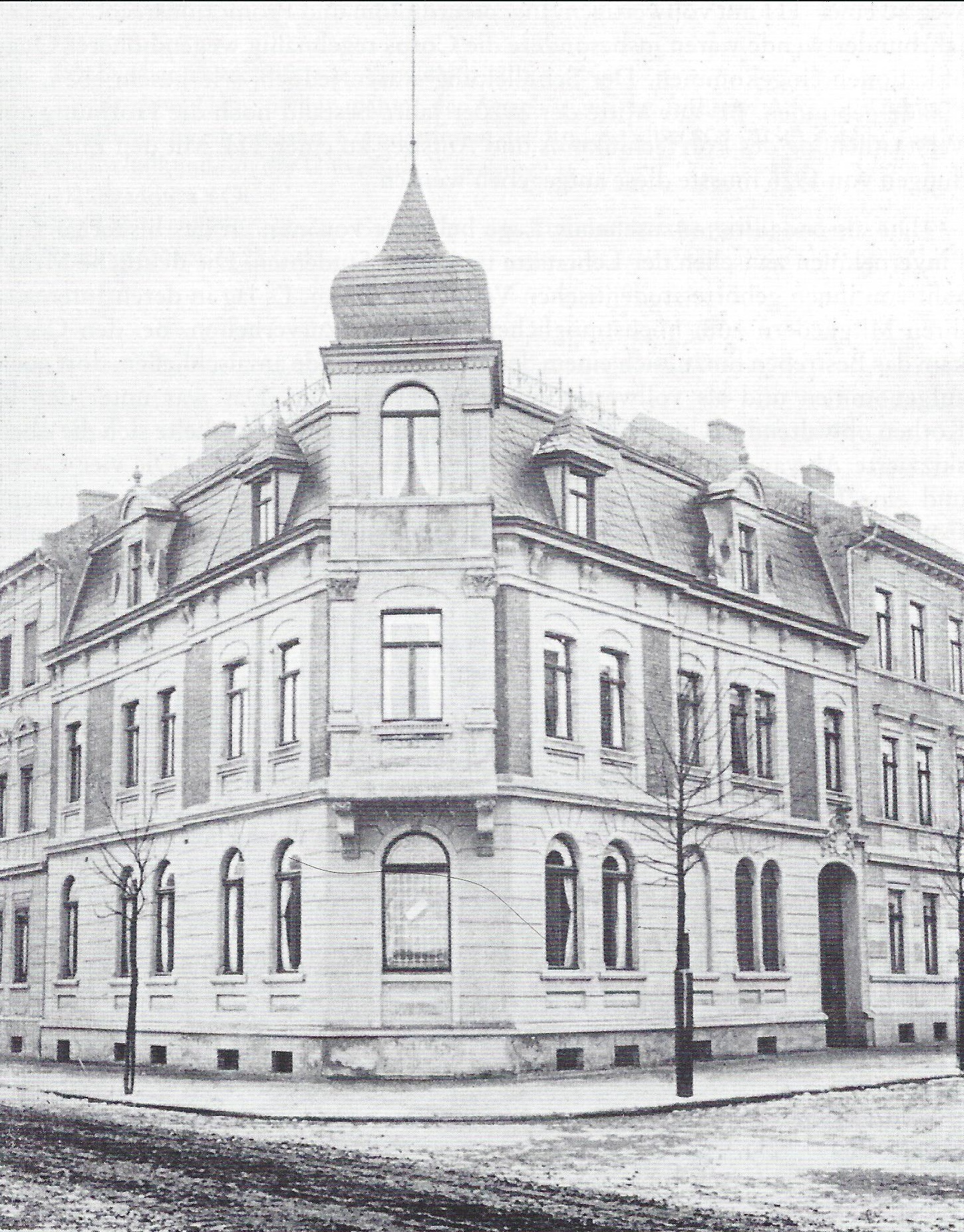
Baltias Corpshaus

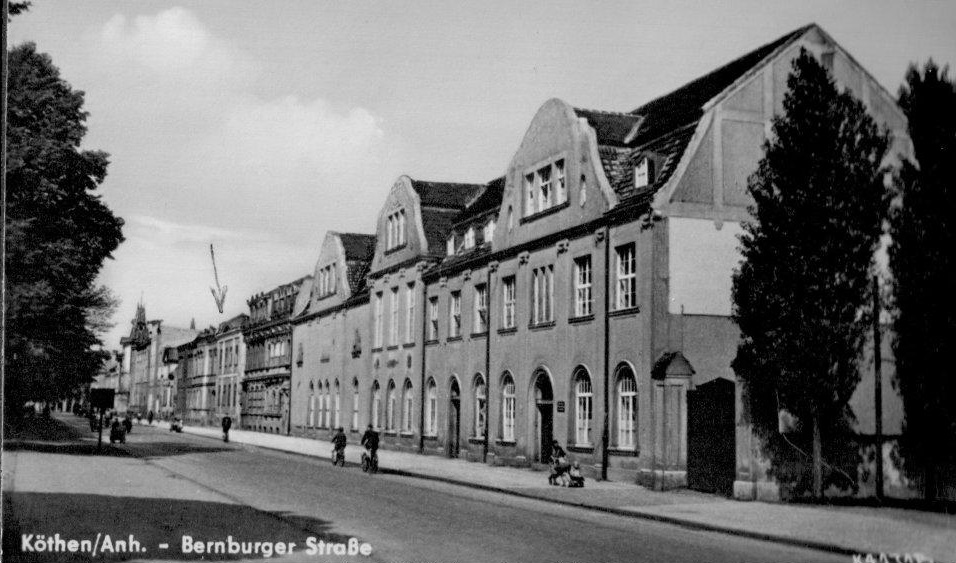
Markomannias Haus in der Bernburger Straße

Die Landsmannschaften Baltia und Suevia lösten sich am 22. und 26. Februar 1906 auf, um am selben Tag als Corps  den Askanischen Senioren-Convent zu gründen. Die ebenfalls in ein Corps umgewandelte Verbindung Markomannia trat dem ASC 1906 bei. 1919 kam die Germania hinzu. Der Zusammenhalt unter den vier ASC-Corps war gut. In der Zwischenkriegszeit trafen sie sich alljährlich in Berlin. In Freikorps bekämpften sie 1921 die Aufstände in Oberschlesien.
Die Cöthener Studentenschaft bemühte sich erfolgreich um Annäherung und Eingliederung in die studentischen Organisationen im Deutschen Reich. So hatte sie mit der Deutschen Studentenschaft ein Arbeitsabkommen abgeschlossen. Der Cöthener Hochschulring deutscher Art war im Deutschen Hochschulring.
Im Wintersemester 1920/21 initiierte Markomannia die Gründung eines Waffenrings. Der ASC übernahm die Führung in der Sache; am 14. Januar 1922 entstand der Allgemeine Cöthener Waffenring.
Die Gewerbe-Hochschule wurde weder verstaatlicht noch zu einer Technischen Hochschule aufgestuft; denn es fehlten das Maturitätsprinzip, das Diplomierungsrecht zum Diplom-Ingenieur und das Promotionsrecht. Zudem entfremdeten sich die Korporationen  von Rektor und Senat. Diese Schwierigkeiten veranlassten die ASC-Corps Baltia, Suevia und Germania ab 1927, einen gemeinschaftlichen  Wechsel an eine Technische Hochschule ins Auge zu fassen. Markomannia ging einen eigenen Weg und fusionierte 1928 mit dem RSC-Corps Brunsviga.

## RSC-Krise um Cöthen
Baltia votierte im Mai 1928 für die Übersiedlung an eine Technische Hochschule. Da man von der Ablehnung durch den Weinheimer Senioren-Convent ausging, sollte der Anschluss an den Rudolstädter Senioren-Convent gesucht werden. Bei einem (später hinfällig gewordenen) Arbeitsabkommen der Corps-Verbände KSCV, WSC und RSC hatte der WSC sich 1922 allerdings noch das Vorrecht auf eine eventuelle Übernahme der ASC-Corps ausbedungen. Um die Aktivitäten zu bündeln, bildeten die drei Altherrenschaften einen gemeinsamen Verband. Er wählte Hans Bredow zum Vorsitzenden. Bredow verhandelte zielstrebig mit dem Präsidium und dem Vorortcorps des RSC. Über die Richtigkeit und Zulässigkeit der Verschmelzung war man sich bald einig. Komplikationen ergaben sich in der Frage, mit welchen RSC-Corps die ASC-Corps sich sinnvollerweise vereinigen sollten. Um den sehr guten Zusammenhalt zu bewahren, wollten die ASC-Corps den Hochschulort selbst auswählen und mit den ausersehenen RSC-Corps fusionieren; dabei sollte ihre Kartellzugehörigkeit möglichst berücksichtigt werden. Demgegenüber waren die Überlegungen der RSC-Verantwortlichen davon bestimmt, mit den ASC-Corps personalschwache RSC-Corps zu verstärken (Lugia und Silingia Breslau, Rheno-Burgundia Berlin und Gothia Dresden). Einige RSC-Corps hatten mit ASC-Corps unmittelbare Fusionsverhandlungen geführt und weitgehende Einigkeit erzielt.
Nach einer Fusionsgenehmigung entbrannte 1928 im RSC erbitterter Streit um die Erweiterungspolitik des Verbandes und die mangelnde Ebenbürtigkeit der ASC-Corps (und des Cöthener Polytechnikums) mit den Corps des RSC. Das Präsidium des RSC stand beim ASC im Wort, konnte seinen Vorsatz aber nicht aufrechterhalten, die ASC-Corps den ausersehenen Corps zuzuführen. Da die gefassten Beschlüsse formal den RSC-Statuten genügten, wurden sie mehrheitlich auf einem außerordentlichen Convent des RSC bestätigt: Die ASC-Corps Suevia und Germania durften mit dem RSC-Corps Hannoverania, Baltia mit Albingia fusionieren. Der RSC machte zur Auflage, dass noch in Köthen Studierende bei den RSC-Corps nur als Verkehrsgäste geführt wurden, ggf. die Reifeprüfung nachzuholen und Receptionspartien zu schlagen hatten. Erst nach bestandenem Examen durften sie das Burschenband tragen. Infolge des Streits um die Köthener Frage traten 17 Corps aus dem RSC aus. Zwei Corps mussten renoncieren, weil sie vorzeitig Fusionsverträge mit Baltia und Askania abgeschlossen hatten. Als Beirat des Vorstandes vom RSC-Altherrenbund schilderte Boigk die „Krise um Cöthen“.